# Кіт бенгальської породи

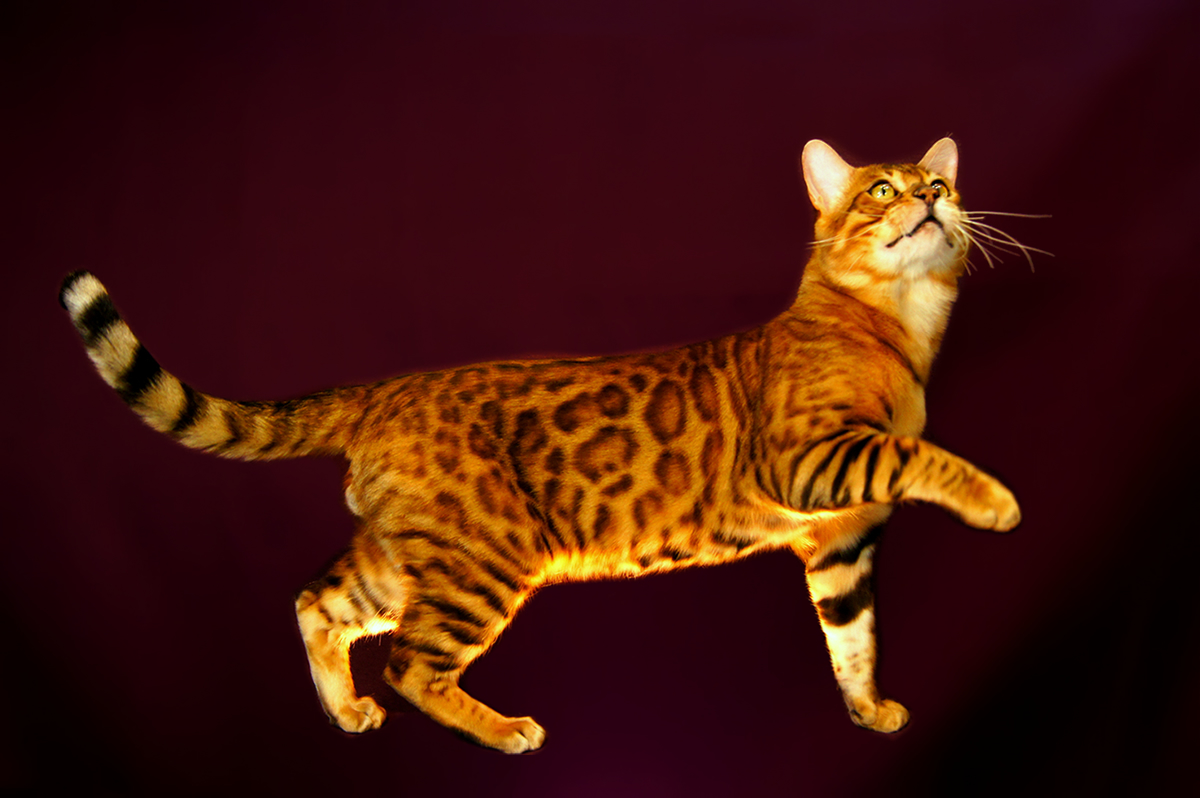
Бенгальський кіт

Бенгальська кішка  (англ. Bengal, BEN) - одна з наймолодших котячих порід, і відкрили її в Америці.

## Історія
Перша бенгальська кішка з'явилася в середині XX століття. Творцем породи стала Джин Мілл. Вона була у робочих справах в Бангкоку. Саме там проживала дика азійська леопардова кішка, схожа за габаритами на домашню. Тоді ці дикі тварини були практично винищені браконьєрами. Їх відловлювали через дорогі шкури, а кошенята продавалися туристам на місцевому ринку як живі сувеніри. Джин вирішила придбати собі такого малюка і привезти його в США. Вона назвала свою незвичайну дитину Малайзія.

Дика азійська леопардова кішка є прабатьком бенгальської породи
Живучи з людиною, Малайзія і раніше поводилася як дикий звір. Вона нікому не довіряла, була завжди насторожена, не дозволяла себе пестити і всіляко уникала контакту з людиною. Любила усамітнюватися, але не проявляла агресії. Обожнювала спати десь вище, щоб ніхто не турбував її спокій. Незважаючи на все це, коли у неї почалася тічка, Малайзія піддалася обхажування звичайного домашнього кота чорного забарвлення, який також жив у Джин.
Завдяки цьому союзу двох несхожих представників сімейства котячих в 1963 році народилася абсолютно здорова кішка-гібрид з характерними цятками, отриманими від мами. Назвали її Кін-Кін. Коли Кін-Кін зросла, було вирішено здійснити в'язку з тим же чорним домашнім котиком, однак через якийсь час Кін-Кін померла від запалення легенів, і бридинг зупинився.

Лише у 80-х роках Джин повернулася до втілення свого бажання створити нову породу. Попросивши вчених-генетиків університету Каліфорнії допомогти їй в цій справі, вона отримала 9 котів-гібридів в результаті спарювання азійських леопардових кішок з домашніми котами різних порід. Саме вони стали базисом для майбутньої нової породи – їх в'язали з кішками різних порід, в основному бірманськими і єгипетськими мау.
А в 1982 році Джин стала власницею в зоопарку в Індії диким котом з дуже незвичайною золотисто-помаранчевої шерсткою. Саме від нього бенгальські красені отримали сяючу  шерсть, яка є візитною карткою породи. Це сяйво називається глиттер.
Найбільшою проблемою було те, що в ході схрещувань кішки часто ставали безплідними. А інша заковика полягала в тому, що дикі кішки не ладнали з домашніми, яких їм пропонували в партнери. Нерідко дикі представники сімейства котячих вбивали своїх домашніх партнерів разом з кошенятами.
На початку 90-х років XX століття порода бенгали була зареєстрована під назвою «сафарі», але потім цю назву змінили на теперішню. Після прийняття стандарту породи, Джин Мілл брала участь в чемпіонаті ТICA (The International Cat Association – Всесвітня фелінологічна організація) зі своїм домашнім і абсолютно ручним леопардиком. На даний момент коти цієї породи найбільше поширені в США. І до цього дня існує розплідник Джейн Мілл під назвою «Міллвуд».Своє дивне забарвлення бенгальська кішка успадкувала від дикої леопардового кішки. 

## Зовнішні особливості бенгальської кішки
Дорослий бенгальський кіт значно більше самки. Його вага зазвичай не буває більше 7 кг, але іноді трапляються і більш великі особини. Статура струнке і підтягнуте. Тулуб довгасте, з міцними і сильними м'язами. Специфікою будови тіла цієї породи є подовжені задні лапи, ніби підводять тулуб. Рухи бенгальського кота ідентичні звичкам такого дикого звіра, як леопард або тигр. Акуратна голова клиноподібної форми виглядає трохи ексцентрично через незвичайного розташування вушок, злегка закруглених до кінчика, і трохи «надутим» мочки носа.

## Забарвлення кішок
Зізнаються такі забарвлення бенгальських кішок:
- браун-Теббі-плямистий;
- браун-Теббі-мармуровий;
- сил-сепія-плямистий;
- сил-сепія-мармуровий;
- сил-минк-плямистий;
- сил-минк-мармуровий;
- сил-Лінкс-пойнт-плямистий;
- сил-Лінкс-пойнт-мармуровий.

#### Браун
Бенгальські кішки стандартного забарвлення браун мають коричнево-чорним малюнком на золотистої вовни. Чим чіткіше видно візерунок, тим більше висококласної вважається кішка. Райдужна оболонка очей при забарвленні браун повинна бути зеленою, а кінчик хвостика – чорним.
Чіткий візерунок на шерсті бенгальської кішки – ознака високого класу.

#### Сріблясті
Бенгали сріблястого забарвлення зустрічаються набагато рідше. Вони мають сріблястою тікірованною шерстю, чорним або сірим чітко виділяється візерунком і зеленими очима. Леопардовий візерунок у бенгалів цього забарвлення зустрічається частіше, ніж мармуровий. Хоча побачити їх на виставках і зараз є великою удачею.
Сріблясті бенгальські коти зустрічаються дуже рідко.

#### Снігові
Бенгальські кішки білого забарвлення бувають 3 видів:
1. Кошенята сил-Лінкс пойнт народжуються абсолютно білими, при цьому плями у них спочатку червонувато-рожеві, а приблизно до 11-12 місяців набувають коричневий відтінок різної насиченості. До цього ж віку фон набуває кремові або бежеві відтінки, і на ньому виступають характерні для породи відмітини слабкою контрастності. Очі блакитні.
2. Сил-минк теббі відрізняються тільки кольором очей – їм притаманні всі відтінки зеленого.
3. Сил-сепія теббі мають більш контрастні відмітини. Загальне враження – це найтемніші зі снігових бенгів. Очі можуть бути будь-якого відтінку жовтого і зеленого. Кошеня теббі – і Мінк, і сепії – народжується вже з мітками.

Бенгальські коти снігового забарвлення мають дуже виразні очі.

## Недоліки породи
Є ряд ознак, які є недоліками і навіть можуть стати причиною дискваліфікації тваринного на виставці. До таких відносять:
- відсутність малюнка на животі;
- злилися плями, що утворюють вертикальні смуги;
- відсутність хвоста або його видимі дефекти;
- повна сліпота або косоокість та ін.

Також не допускаються до участі у виставках кішки з агресивним характером. Ті вихованці, які явно показують бажання напасти або кусаються, будуть дискваліфіковані.

## Риси характеру і поведінкові особливості бенгальської кішки
Бенгальські коти активні і люблять грати. Період спокійного проведення часу періодично змінюється біганиною по квартирі в спробі наздогнати свою іграшку. Ці коти дуже сильно люблять забиратися на всілякі височини: шафи, полиці і т. Д. Пустотлива бенгал  не дасть занудьгувати, але ці кішки не проти відпочити на дивані і ліниво помуркотати.
Бенгальський кіт дуже сильно прив'язується до свого господаря. Він неймовірно відданий і чуйний. Представники бенгальської породи залишаються вірними друзями для своїх господарів до кінця життя. Щоб стати пухнастому вихованцеві іншому, йому потрібно присвячувати багато часу для спілкування та ігор.
З власного досвіду можу сказати, що цей вид котів швидко знаходить спільну мову з собаками і з іншими вихованцями в будинку. У мого друга жив бенгальський кіт. Сталося так, що йому довелося переїхати в інше місто на деякий час. І він попросив мене дати притулок свого улюбленця. Я спочатку не хотів погоджуватися, так як на той момент у мене жила собака. Але йому все ж вдалося мене переконати. І яке ж було моє здивування, коли буквально через пару тижнів після того, як прийняв у себе це тварина диво, я виявив сплячими практично в обіймах  мого старого пса і цього плямистого пустуна.
Бенгальські кішки дуже люблять воду. Їх улюбленою забавою є ігри зі струмком води з крана. А ще більше вони люблять душ. Є навіть такі, які із задоволенням приймають його разом з господарем. Деякі особини так взагалі встрибують в наповнені водою ванни і навіть басейни. Напевно, така незвичайна звичка дісталася їм від азійської леопардової кішки.